# Siliquastrum occidentale
Siliquastrum occidentale là một loài thực vật có hoa trong họ Đậu. Loài này được (Torr. ex A. Gray) Greene miêu tả khoa học đầu tiên năm 1894.